# Мушкарова Яма
Мушкарова Яма — гіпсова печера в Україні. Розташована в межах Борщівського району Тернопільської області, у селі Мушкарів  за 2 км на північ від Вертеби на пологому північно-східному схилі гори Мушкаров (307,8 м н. р. м.), по найменуванню якої печера і отримала свою назву. Вхід знаходиться на дні великої конічної ерозійно-суффозійної лійки діаметром ~ 50 м і завглибшки 14 м.
Морфометричні показники печери станом на лютий 2021 р.:
- Проективна сумарна довжина ходів 6452 м
- Площа порожнини 1,4587 га
- Площа блоку 3,1509 га
- Периметр порожнини 4177 м
- Коливання рівня води в озерах 3 м

Посідає 9-те місце серед найдовших печер України.

## Опис
Велика частина печери (центр і схід) у морфологічному відношенні схожа на Вертебу — складається з широких невисоких П-подібних галерей і залів, розділених вузькими перемичками і колонами, схожими на стовпи. Ширина залів досягає 30 м при середній висоті близько 2 м.
Печера в цілому достатньо інтенсивно замулена, особливо в районі, що примикає до вхідної лійки.
Вторинні гіпсові кристалоутворення (друзи, «сніжок» та ін.) розвинуті незначно, головним чином, у місцях підвищеної конденсації вологи й капежу. Зустрічаються карбонатні напливи, пофарбовані нерідко в яскраво-червоні й чорні кольори за рахунок домішок заліза й марганцю. Печера погано провітрюється. Частими гостями є лиси, інколи зустрічаються кажани.

## Історія досліджень
У квітні 2008 року в борту карстової лійки неподалік від печери «Олексінська» київський спелеолог Ігор Стефанишин виявив перспективний для подальших розкопок невеликий замитий провал.
Підсумком напружених розкопок двох перших експедицій був прорив 24 серпня 2008 року у вхідну частину печери.
Дві наступні експедиції були присвячені картографуванню печери й огляду периметрів. Була виконана первинна топографічна зйомка печери. Довжина печери склала біля 500 м.
У вересні 2008 року вхід обвалився і за зиму був замитий.
У травні 2009 року була організована 5-а експедиція. Вхід був знову розкопаний, очищені стіни, встановлено вхідні двері та намічені плани щодо подальшого вивчення печери.
У червні — жовтні 2009 року, упродовж семи експедицій була виконана детальна топографічна зйомка печери із застосуванням сучасного обладнання та новітньої методики, за цими даними довжина печери склала 5050 м. Також була виконана топографічна зйомка поверхні, закладені репери на поверхні та по всій печері, зроблена прив'язка реперів до пунктів ДГМ, виконані геологічні, геофізичні та фізико-хімічні дослідження.
Кінець 2009 року та майже весь 2010 рік був присвячений розкопкам та інженерним роботам у багатьох забоях у різних місцях печери, аж доки у 30-ту експедицію не відбувся перший відчутний прорив за периметр печери на півночі в районі «Повзунки».
У 2010 році вийшли перші публікації про Печеру.
У 2011 році робіт у печері проводилось небагато. Майже всі забої, що здавалися перспективними, закінчувались небезпечними вижимками мокрої глини. Також у червні 2011 року (експедиція 37) було здійснено прорив у понорі «Заначка». Була відкрита нова печера, яка у 42-й експедиції (жовтень 2011 року) отримала назву «Покрова».
У січні 2012 році у печері значно впала вода (майже на 3 м). Відкрився хід у придонній частині озера «Пірнання». Це дало можливість зазирнути у раніше недоступну частину печери.
У 50-у експедицію (березень 2012 року), використовуючи легке водолазне спорядження, пройшли під водою понад 30 м. Потрапили у великий, повністю затоплений зал, від якого відходили декілька галерей. Це місце назвали «Море Доброї надії».
У 55-й експедиції з'ясувалось що вода впала ще більше і стало можливим зайти у затоплену частину печери без акваланга. Це дало можливість провести топографічну зйомку нової частини печери. За цими даними, довжини печери склала 5514 м. Таким чином печера Мушкарова Яма вийшла на сьоме місце серед найдовших печер в Україні, обігнавши печеру Буковинка. Разом з цим з'ясувалось, що місце, де робили топозйомку, не є морем Доброї надії, це зовсім інший зал.
У 56-й експедиції, пройшовши вузьку щілину, потрапили у велетенський сухий зал з відгалуженнями у різні боки.